# Лоренсбург (Индијана)
Лоренсбург (енгл. Lawrenceburg) град је у америчкој савезној држави Индијана.

## Демографија
По попису из 2010. године број становника је 5.042, што је 357 (7,6%) становника више него 2000. године.
| Група             | 2000.         | 2010.         |
| Белци             | 4.367 (93,2%) | 4.678 (92,8%) |
| Афроамериканци    | 196 (4,2%)    | 153 (3,0%)    |
| Азијати           | 21 (0,4%)     | 39 (0,8%)     |
| Хиспаноамериканци | 40 (0,9%)     | 58 (1,2%)     |
| Укупно            | 4.685         | 5.042         |